# نیک کیپکه
نیکولاس رایان کیپکه (زاده ۲۶ ژانویه ۱۹۷۹) یک سیاستمدار آمریکایی است. از سال ۲۰۰۷، او به عنوان یکی از اعضای مجلس نمایندگان مریلند به نمایندگی از ناحیه ۳۱ خدمت کرده است. او قبلاً به عنوان رهبر اقلیت مجلس نمایندگان مریلند از سال ۲۰۱۳ تا ۲۰۲۱ خدمت کرده است. کیپکه در بالتیمور متولد شده است.